# Pieni Saittajärvi
Pieni Saittajärvi är en sjö i kommunen Kuopio i landskapet Norra Savolax i Finland. Sjön ligger 109,5 meter över havet. Den är 2,1 meter djup. Arean är 62 hektar och strandlinjen är 3,93 kilometer lång. Sjön  ingår i Kymmene älvs huvudavrinningsområde.   Den ligger omkring 29 kilometer väster om Kuopio och omkring 330 kilometer norr om Helsingfors. 